# Daniel Oliveira (Rallyefahrer)
Daniel Oliveira (* 12. Juli 1985) ist ein brasilianischer Rallyefahrer. 2010 nahm er an der Intercontinental Rally Challenge (IRC) teil. In der Saison 2011 startet er ab der Rallye Portugal in der Rallye-Weltmeisterschaft, zunächst mit einem Mini S2000, bevor er im Laufe dieser Saison in ein WRC der gleichen Marke wechselt.

## Karriere
Bevor Oliveira 2010 in der IRC startete, war er nur an wenigen nationalen Veranstaltungen in Brasilien und Argentinien im Rallyesport aktiv. Die erste internationale Rallye, an der er teilnahm, war die zur Rallyeweltmeisterschaft zählende Rallye Argentinien 2009. Er startete dort mit einem Subaru Impreza in der Klasse N4 und erreichte mit einer Stunde, siebzehn Minuten und fünfundvierzig Sekunden Rückstand auf den Sieger Sébastien Loeb auf dem 23. Gesamtrang das Ziel.
In der IRC nahm er im darauf folgenden Jahr an zehn von zwölf Rallyes teil. Bei der „Rally Internacional de Curitiba“, der einzigen Rallye, die er für das österreichische Team Stohl Racing bestritt, erreichte er den siebten Gesamtrang und somit zwei Punkte der IRC-Meisterschaft. Der 20. Platz bei der Rallye Monte Carlo und der 21. Platz bei der „Ralli Vinho da Madeira“ waren seine weiteren Erfolge dieser Saison. Bei den anderen sieben Rallyes schied er aus unterschiedlichen Gründen vorzeitig aus.
Oliveira war der erste Privatier, der sich als Kunde beim von Prodrive-unterstützten Mini WRC Team einkaufte und bei der Rallye Portugal  2011 für das neue Brazil World Rally Team startet.